# Distrito de Nagyatád
El distrito de Nagyatád (húngaro: Nagyatádi járás) es un distrito húngaro perteneciente al condado de Somogy.
En 2013 su población era de 26 100 habitantes. Su capital es Nagyatád.

## Municipios
El distrito tiene una ciudad (en negrita) y 17 pueblos (población a 1 de enero de 2013):
- Bakháza (191)
- Beleg (592)
- Bolhás (436)
- Görgeteg (1111)
- Háromfa (788)
- Kaszó (110)
- Kisbajom (417)
- Kutas (1456)
- Lábod (2048)
- Nagyatád (10 921) – la capital
- Nagykorpád (608)
- Ötvöskónyi (925)
- Rinyabesenyő (209)
- Rinyaszentkirály (394)
- Segesd (2528)
- Somogyszob (1586)
- Szabás (597)
- Tarany (1183)